# John Freeborn
John Connell Freeborn (1 de dezembro de 1919 - 28 de agosto de 2010) foi um piloto de avião inglês que combateu na Segunda Guerra Mundial pela Força Aérea Real.